# Jean Rinjard
 (novembre 2022).
Si vous disposez d'ouvrages ou d'articles de référence ou si vous connaissez des sites web de qualité traitant du thème abordé ici, merci de compléter l'article en donnant les références utiles à sa vérifiabilité et en les liant à la section « Notes et références ».
Jean Rinjard, né le 24 juin 1921 à Maisons-Alfort et mort le 3 novembre 1995, est un vétérinaire de zoo français.
Vétérinaire formé à l'École nationale vétérinaire d'Alfort (1945), il entre en 1947 au Muséum national d'histoire naturelle, où il effectue sa carrière au sein de la chaire d'éthologie des animaux sauvages, puis d'éthologie et conservation des espèces animales, comme vétérinaire du Parc zoologique de Vincennes.
Il fut le sous-directeur de Jacques Nouvel jusqu'en 1976, puis de François Doumenge jusqu'en 1988 et de Jean-Jacques Petter de 1990 à 1995. Il dirigea le Parc zoologique de Vincennes en 1988-1989.